# Ignatius af Antiokia
 "Ignatius" omdirigeres hertil. For andre betydninger af Ignatius, se Ignatius (flertydig).
Ignatius af Antiokia (30-107 e.Kr.) var Antiokias anden biskop og den første kirkefader. Han benævnes af kirken som den vigtigste skikkelse blandt "De apostolske fædre". Han levede i den første generation efter apostlene og har efterladt sig den ældste samling af breve (syv i alt) uden for Det Nye Testamente.

## Biografi
Ignatius' menigheden i Antiokia var blandt de vigtigste menigheder i oldkirken og centrum for mange væsentlige begivenheder i kirkens tidlige udvikling. Ignatius var ifølge Eusebs Krønike biskop der fra Vespasians 1. til Trajans 10 regerings år (fra 69/70 til 107/8), da han blev martyr. Det meste, vi ved om Ignatius, kommer fra hans syv breve, som han skrev på sin rejse mod Rom. For under kejser Trajans forfølgelser (98-117) blev han ført fra Antiokia til Rom for at blive kastet for vilde dyr. På rejsen mødte han adskillige menigheder, og netop fem af hans breve er skrevet til de menigheder, han mødte. Derudover skrev han et til Rom, den by han var på vej mod, og et til Polykarp, bispekollegaen i Smyrna.

## Ignatius' syv breve
Ignatius giver i sine breve et bemærkelsesværdigt indblik i den kristne opfattelse af martyriet som en kroning, den kristne kan glæde sig over. Derudover er Ignatius her også arkitekt for det tredelte embede bestående af biskopper, presbytere og diakoner.
De syv breve er:
- 1. Ignatius' brev til efeserne
- 2. Ignatius' brev til magneserne
- 3. Ignatius' brev til trallerne
- 4. Ignatius' brev til romerne
- 5. Ignatius' brev til filadelferne
- 6. Ignatius' brev til smyrnerne
- 7. Ignatius' brev til Polykarp